# 威马奴企鹅属
威马奴企鹅属也譯做威馬努企鵝或威瑪努企鵝，是一种已灭绝的企鹅，化石发现于新西兰南島威帕拉（Waipara）附近的綠沙組（Greensand Formation），是已知最古老的企鹅之一。屬名來自毛利文的，意思是「水裡的鳥」。
威马奴企鹅生活於約 6000 萬年前的古新世中期（塞蘭特階），時間離白堊紀滅絕事件尚不算久，因此有學者推論企鹅可能是在此事件中倖存的鳥類。威马奴企鹅属是大型的企鹅目成员，有较长的翼，但從翼部骨骼显示它们对水性的适应程度不如其他生存年代較晚期的企鹅类，反而比較近似於早期某些不會飛的潛鳥。